# 와이헤케섬

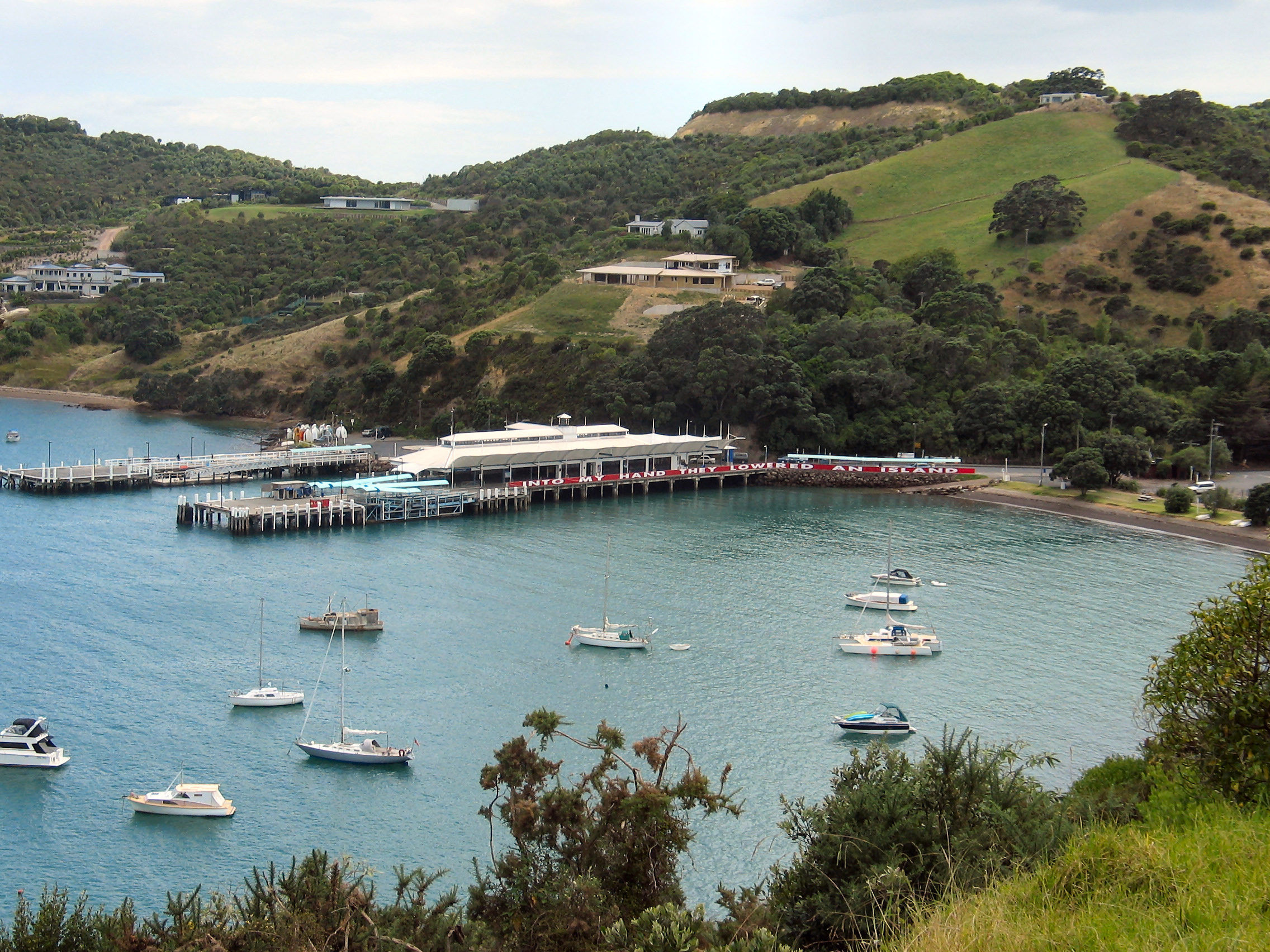
와이헤케 섬

와이헤케섬(Waiheke Island)은 뉴질랜드의 섬이다. 인구는 7,689명이다.